# Lamenta
Lamenta is een bestuurslaag in het regentschap Sumbawa van de provincie West-Nusa Tenggara, Indonesië. Lamenta telt 2061 inwoners (volkstelling 2010).